# Governo Anastasiadīs II
Il Governo Anastasiadīs II è stato il governo della repubblica di Cipro, dal 18 febbraio 2018 al 28 febbraio 2023.

## Storia

### Formazione
Guidato dal presidente della Repubblica conservatore uscente Nikos Anastasiadīs, il governo è costituito e appoggiato dal Raggruppamento Democratico (DISY) e dal Movimento degli Ecologisti Ambientalisti (KO-SP); insieme, questi dispongono di 20 deputati su 56, ovvero il 35,7% dei seggi della Camera dei rappresentanti.
Questo governo si è formato dopo le elezioni presidenziali del 2018, e succede al primo governo di Nikos Anastasiadīs.
Durante lo scrutinio, il capo di Stato decide di ripresentarsi al ballottaggio, dove il candidato del DISY sfida Stávros Malás, candidato dell'AKEL. Il conservatore si impone largamente, totalizzando il 56% dei voti.
Il presidente entra in carica il 28 febbraio e  il giorno successivo nomina il suo governo, che conta 7 indipendenti e una donna su 11 ministri; contrariamente al primo governo di Anastasiadīs, questo gode dell'appoggio di una sola altra forza politica, a cui non appartiene alcun ministro.

### Rimpasto
Il capo di Stato procede il 3 dicembre 2019 ad un rimpasto di governo, che vede l'abbandono del Ministro delle Finanze Kháris Georgiádis in favore del Ministro dell'Interno Konstantínos Petrídis; sono interessati dal rimpasto anche i Ministeri dell'Educazione e dei Trasporti.

## Composizione
| Carica                                                                                      | Titolare | Titolare | Titolare                                   | Partito      |
| ------------------------------------------------------------------------------------------- | -------- | -------- | ------------------------------------------ | ------------ |
| Presidente della Repubblica                                                                 |          |          | Nikos Anastasiadīs                         | DISY         |
| Affari esteri                                                                               |          |          | Nikos Christodoulidīs                      | DISY         |
| Interno                                                                                     |          |          | Konstantinos Petridīs (fino al 03/12/2019) | DISY         |
| Interno                                                                                     |          |          | Nikos Nouris                               | DISY         |
| Finanze                                                                                     |          |          | Charis Georgiadīs (fino al 03/12/2019)     | DISY         |
| Finanze                                                                                     |          |          | Konstantinos Petridīs                      | DISY         |
| Energia, commercio, industria e turismo (fino al 02/01/2019) Energia, commercio e industria |          |          | Giorgos Lakkotrypīs (fino al 10/07/2020)   | Indipendente |
| Energia, commercio, industria e turismo (fino al 02/01/2019) Energia, commercio e industria |          |          | Natasa Pileidou                            | Indipendente |
| Lavoro e sicurezza sociale                                                                  |          |          | Zeta Aimilianidou                          | Indipendente |
| Agricoltura, risorse naturali e ambiente                                                    |          |          | Kostas Kadīs                               | Indipendente |
| Educazione e cultura (fino al 09/07/2019) Educazione, cultura, sport e gioventù             |          |          | Kostas Champiaourīs (fino al 03/12/2019)   | Indipendente |
| Educazione e cultura (fino al 09/07/2019) Educazione, cultura, sport e gioventù             |          |          | Prodromos Prodromou                        | DISY         |
| Giustizia e ordine pubblico                                                                 |          |          | Ionas Nikolau (fino al 01/06/2019)         | DISY         |
| Giustizia e ordine pubblico                                                                 |          |          | Giorgos Savvidīs (fino al 29/06/2020)      | DISY         |
| Giustizia e ordine pubblico                                                                 |          |          | Emily Yiolitī                              | Indipendente |
| Difesa                                                                                      |          |          | Savvas Angelidīs (fino al 29/06/2020)      | Indipendente |
| Difesa                                                                                      |          |          | Charalambos Petridīs                       | Indipendente |
| Trasporti, comunicazioni e lavori pubblici                                                  |          |          | Vasilikī Anastasiadou (fino al 03/12/2019) | Indipendente |
| Trasporti, comunicazioni e lavori pubblici                                                  |          |          | Yiannīs Karousos                           | Indipendente |
| Sanità                                                                                      |          |          | Konstantinos Ioannou                       | Indipendente |